# San Nicolas (Pangasinan)
San Nicolas (Bayan ng San Nicolas) är en kommun i Filippinerna. Kommunen ligger på ön Luzon, och tillhör provinsen Pangasinan. Folkmängden uppgår till 31 418 invånare.

## Barangayer
San Nicolas är indelat i 33 barangayer.
| - Bensican - Cabitnongan - Caboloan - Cacabugaoan - Calanutian - Calaocan - Camanggaan - Camindoroan - Casaratan - Dalumpinas - Fianza | - Lungao - Malico - Malilion - Nagkaysa - Nining - Poblacion East - Poblacion West - Salingcob - Salpad - San Felipe East - San Felipe West | - San Isidro (Sta. Cruzan) - San Jose - San Rafael Centro - San Rafael East - San Rafael West - San Roque - Santa Maria East - Santa Maria West - Santo Tomas - Siblot - Sobol |

## Bildgalleri

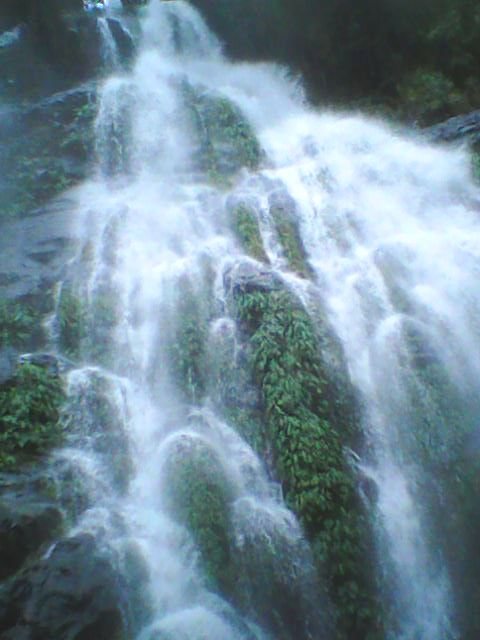